# Popteen
Popteen (jap. ポップティーン, Popputīn) ist ein monatlich erscheinendes, japanisches Modemagazin der Kadokawa Haruki Corporation, das hauptsächlich dem Gyaru-Stil (vgl. Kogyaru) zuzuordnen ist. Die erste Ausgabe erschien am 1. Oktober 1980, bei Kadokawa Shoten. Der Verlag Asuka Shisha kaufte das Magazin später für 200 Millionen Yen. Ab 1994 erschien es bei der Kadokawa Haruki Corporation, die es für 600 Millionen JPY übernahm. Popteen wurde deren bekannteste Publikation. 
Die Popteen ist eines der beliebtesten Modemagazine in Asien, wird aber nur in Japan verkauft.
Künstler, die bereits auf dem Cover erschienen sind, sind zum Beispiel Kumi Koda, Avril Lavigne, Britney Spears, Namie Amuro, Fergie, Ayumi Hamasaki und Kumiko Funayama.
Das Magazin ist eines der Magazine, die „doku-mo“ (読者モデル, Dokusha moderu, etwa: „Lesermodel“)  nutzen, das heißt, dass Leser auch für das Magazin modeln können. Ein sehr bekanntes ehemaliges Popteen-Model ist Tsubasa Masuwaka, deren letzter Popteen-Auftritt im Februar 2008 war. Seit April 2010 ist sie Model für ein neues Magazin, für „Pop Sister“, sozusagen die „große Schwester“ der Popteen.

## Popteen Models
Alle Popteen Models haben einen Spitznamen, der sich von ihrem echten Namen ableitet: (Kumiko → Kumicky)
- Miki Kawanishi (河西美希), kurz: Mikipon
- Misaki Izuoka (出岡美咲), kurz: Izu
- Kumiko Funayama (舟山九美子), kurz: Kumicky
- Mari Murata (村田莉), kurz: Marimo
- Rie Matsuoka (松岡里枝), kurz: Okarie
- Hikari Shiina (椎名ひかり), kurz: Pikari
- Mai Hirose (廣瀬麻伊), kurz: Maimai
- Mizuki Nishikawa (西川瑞希), kurz: Mizukitty
- Natsuko Matsumoto (松本なつ子), kurz: Otsuko
- Yukiko Sano (佐野友妃子), kurz: Yukinoko

## Ehemalige Models
- Tsubasa Masuwaka (益若つばさ)
- Aiku Maikawa (舞川あいく)
- Tomoko Higuchi (樋口智子)
- Jun Komori (小森純)
- Yui Kanno (菅野結以)
- Kana Hoshino (星野加奈)
- Wei Son (孫暐)
- Eri Aoki (青木英李)
- Nana Suzuki (鈴木奈々)
- Rui Kotobuki (寿るい)